# Lili Berky
Dans le nom hongrois Berky Lili, le nom de famille précède le prénom, mais cet article utilise l’ordre habituel en français Lili Berky, où le prénom précède le nom.

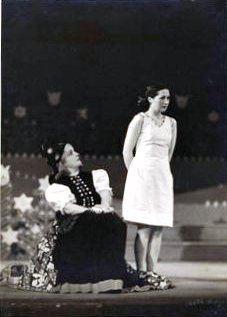
Lili Berky en 1937.

Lili Berky (née le 15 mars 1886 à Győr, alors en Autriche-Hongrie et morte le 5 février 1958  à Budapest) est une actrice hongroise et l'épouse de Gyula Gózon.

## Filmographie

### Actrice

#### Cinéma
- 1914 : Böském : Böske
- 1914 : Sárga csikó : Erzsike,Bajkai lánya
- 1915 : A kölcsönkért csecsemök : Emma, Aladár felesége (en tant que Berki Lili)
- 1915 : Havasi Magdolna : Flórika
- 1915 : L'Indésirable : Angyal Liszka
- 1915 : Leányfurfang : Emma
- 1915 : Tetemrehívás : Kund Abigél
- 1915 : Éjféli találkozás : Örzse, Bandi felesége (en tant que Lili Berki)
- 1916 : A Dolovai nábob leánya : Jób Vilma
- 1916 : A gyónás szentsége : A meggyilkolt fiatalember menyasszonya (en tant que Lili Berki)
- 1916 : Fehér éjszakák : Fedora
- 1916 : Mesék az írógépröl : Lehmann Vilma banki gépírókisasszony
- 1916 : Mágnás Miska Marcsa - a mosogatólány
- 1916 : Méltóságos rab asszony : Demeter Pál felesége
- 1916 : Vergödö szívek : Keller Jolán
- 1916 : Ártatlan vagyok ! : Pierre menyasszonya
- 1917 : A hadtest parancsnok
- 1917 : A kormányzó : Színésznõ
- 1917 : A megbélyegzett : Madarassy Anna
- 1917 : A szobalány : Szobalány
- 1917 : A tanítónö : A tanítónõ
- 1917 : A vasgyáros : Claire Beaulieu
- 1917 : Az utolsó éjszaka : Gitta, a színésznõ
- 1917 : Csaplárosné : Csaplárosné
- 1918 : A Kétszívü férfi : Elíz
- 1918 : A Métely
- 1918 : A vadorzó : Egy nõ
- 1918 : Ciklámen : Méltóságos asszony / , színésznõ
- 1918 : Falusi madonna : Csapláros Katinka
- 1918 : Petöfi dalciklus
- 1919 : A szerelem haláltusája
- 1919 : Az aranyember : Athalia,Brazovic lánya
- 1920 : A Csodagyerek
- 1927 : Csárdáskirálynö
- 1933 : Pardon, tévedtem : Éva anyja
- 1934 : Búzavirág : Pólika,a dajka
- 1934 : Ida regénye : Fõnökasszony
- 1934 : Meseautó : Kovács mama (en tant que Berky Lilly)
- 1934 : The New Relative : Tóni néni, Esztáry felesége (en tant que Berky Lilly)
- 1934 : Vasember : Özvegy Balogh Péterné
- 1935 : Dreams of Love
- 1935 : Ez a villa eladó : Tóni néni
- 1935 : I Can't Live Without Music : Pepi néni
- 1936 : A királyné huszárja : Erzsébet királynõ
- 1936 : Dunaparti randevú : Veronka, Erzsi nagynénje
- 1936 : Three Spinsters : Harmadik sárkány
- 1936 : Zivatar Kemenespusztán : Kemenesné
- 1937 : Egy lány elindul : Garáné
- 1937 : Mai lányok : Péter anyja
- 1937 : Mária növér : Mária anyja - özvegy Berényiné
- 1937 : Pergötüzben ! : Szabóné
- 1937 : Pusztai szél : Almássy Tamásné, Kamilla
- 1937 : The Superior Mother : Monori Horváth felesége
- 1937 : Viki : Zsuzsa
- 1938 : Heart for Heart
- 1939 : Hussars of Fehervari : Özvegy Ónodyné, István anyja
- 1939 : Mátyás rendet csinál : Özvegy Bálintné
- 1939 : Süt a nap : Sárika nagyanyja
- 1940 : Hétszilvafa : Emma
- 1940 : Pepita kabát : Özvegy Takácsné, Teri anyja
- 1940 : Párbaj semmiért : Törökné
- 1940 : Rózsafabot : Anna
- 1940 : Sarajevo : Nagymama
- 1940 : Tóparti látomás : Koltay édesanyja
- 1941 : Balkezes angyal : Palotayné
- 1941 : Dankó Pista
- 1942 : Intézö úr
- 1943 : Fekete hajnal : Vándor anyja
- 1943 : Kerek Ferkó : Kotzogné
- 1944 : Muki
- 1944 : Sárga kaszinó : Özvegy Aporné, Klári anyja
- 1945 : L'Institutrice : id.Nagy Istvánné
- 1946 : Hazugság nélkül : Berta néni
- 1951 : Un drôle de mariage : Bernáthné
- 1956 : Az élet hídja : Öreg méltóságos asszony

### Scénariste

#### Cinéma
- 1917 : A megbélyegzett